# كوثر حفيظي
كوثر حفيظي (بالإنجليزية: Kawtar Hafidi) (مواليد سنة 1973) هي باحثة فيزيائية مغربية، ومديرة قسم الفيزياء في مختبر أرجون الوطني في الولايات المتحدة منذ عام 2017، لتصبح أول امرأة تشغل هذا المنصب.

## مسيرتها
ازدادت سنة 1973
منذ طفولتها، كانت كوثر مهتمة بالأسئلة المتعلقة بالكون، مما يبرر اختيارها لمجال الفيزياء النووية،
وقد اشتغلت لسنوات في محاولة فهم الكوارك، والغلوون، اللذان يعدان أصغر العناصر الذرية التي تعطي البروتون، والنيوترون، والنوى، والذرة وكل الجزئيات التي تُرى في الكونؤ
انضمت حفيظي لأول مرة إلى مختبر أرجون الوطني كزميلة أبحاث ما بعد الدكتوراه (1999-2002)، ثم أصبحت فيزيائية مساعدة (2002-2006)، وبعد ذلك فيزيائية (منذ 2006). كباحثة رائدة في مختبر أرجون الوطني، تطرح حفيظي "أسئلة فلسفية وتعالج مجالات تقنية في تطوير الكواشف والبرمجيات". توسعًا في اهتمامها البحثي بفهم ديناميكيات الجسيمات دون الذرية (النيوكليونات) والقوى التي تربطها معًا، تتعاون حفيظي مع فريق من العلماء لدراسة التوزيعات ثلاثية الأبعاد للبارتونات (الكواركات والغلونات دون الذرية) في النيوكليونات والأنوية، باستخدام معجلات الجسيمات في مرفق توماس جيفرسون الوطني للتسريع في فيرجينيا، ومختبر فيرمي في إلينوي، ومركز ديزي في هامبورغ، ألمانيا. تسعى حفيظي إلى التقاط اللحظة التي تصبح فيها الكواركات حرة أو شفافة. من خلال ضبط سرعة وشدة المعجل، اكتشف فريقها دليلًا قاطعًا على وجود حالة غريبة وقصيرة العمر، حيث تصبح الكواركات صغيرة جدًا لدرجة أنها تصبح غير مرئية للمادة الأخرى، مما يسمح لها بالمرور عبر الوسط النووي دون تفاعل.تم انتخابها كعضو في مجلس إدارة مجموعة مستخدمي مختبر جيفرسون في عام 2010.
غادرت حفيظي مختبر أرجون لفترة وجيزة في عام 2013 للعمل في وزارة الطاقة، بمكتب الفيزياء النووية. في عام 2015، عادت إلى المختبر ككبيرة العلماء المساعدين لبرنامج الأبحاث والتطوير الموجه من قبل المختبر.
في عام 2017، تم تعيينها مديرة لقسم الفيزياء، بالإضافة إلى تعيينها في عام 2018 كمديرة مساعدة للمختبر لشؤون العلوم الفيزيائية والهندسة.
تتولى حفيظي أيضًا قيادة برنامج النساء في العلوم والتكنولوجيا في مختبر أرجون. يوفر هذا البرنامج القيادة والموارد لدعم نجاح النساء، ويشجع على النمو والتطوير المهني، كما يعمل على تعزيز التنوع في جميع المستويات داخل المختبر، بهدف إنشاء مؤسسة رائدة في البحث والتطوير.
كما شغلت منصب رئيسة لجنة وضع المرأة في الفيزياء التابعة للجمعية الفيزيائية الأمريكية.

## الجوائز
- 1996: زمالة أبحاث الخريجين، الوكالة الفرنسية للطاقة الذرية.[9]
- 2010: جائزة المُرشد المتميز، مكتب العلوم بوزارة الطاقة الأمريكية.[9]
- 2011: جائزة المُبتكر، رابطة النساء في العلوم.[9][8]
- 2012: جائزة قمة التعليم، جامعة شيكاغو & شركة أرجون المحدودة.[9][10]
- 2014: جائزة التنوع، برنامج النساء في العلوم والتكنولوجيا بأرجون.[9]

## الأنشطة المهنية
- 2007–2015: عضو في اللجنة التوجيهية لبرنامج النساء في العلوم والتكنولوجيا، مختبر أرجون الوطني
- 2009–2012: عضو في لجنة الجمعية الفيزيائية الأمريكية حول وضع المرأة في الفيزياء
- 2010–2012: مُؤسِّسة برنامج النساء في العلوم والتكنولوجيا، مختبر أرجون الوطني
- 2010–2012: عضو مجلس إدارة مجموعة مستخدمي مختبر جيفرسون
- 2011–2012: رئيسة لجنة الجمعية الفيزيائية الأمريكية حول وضع المرأة في الفيزياء
- 2012–2014: عضو في اللجنة التوجيهية لمجموعة مستخدمي قاعة C بمختبر جيفرسون
- 2012–2014: عضو في لجنة الترشيحات للمجموعة المتخصصة في الفيزياء الهادرونية بالجمعية الفيزيائية الأمريكية
- 2012–حتى الآن: رئيسة مجموعة العمل في الفيزياء النووية بتعاون CLAS

- 2013–حتى الآن: عضو في مجلس التنوع والشمول بمختبر أرجون الوطني[9]